# Principati curdi

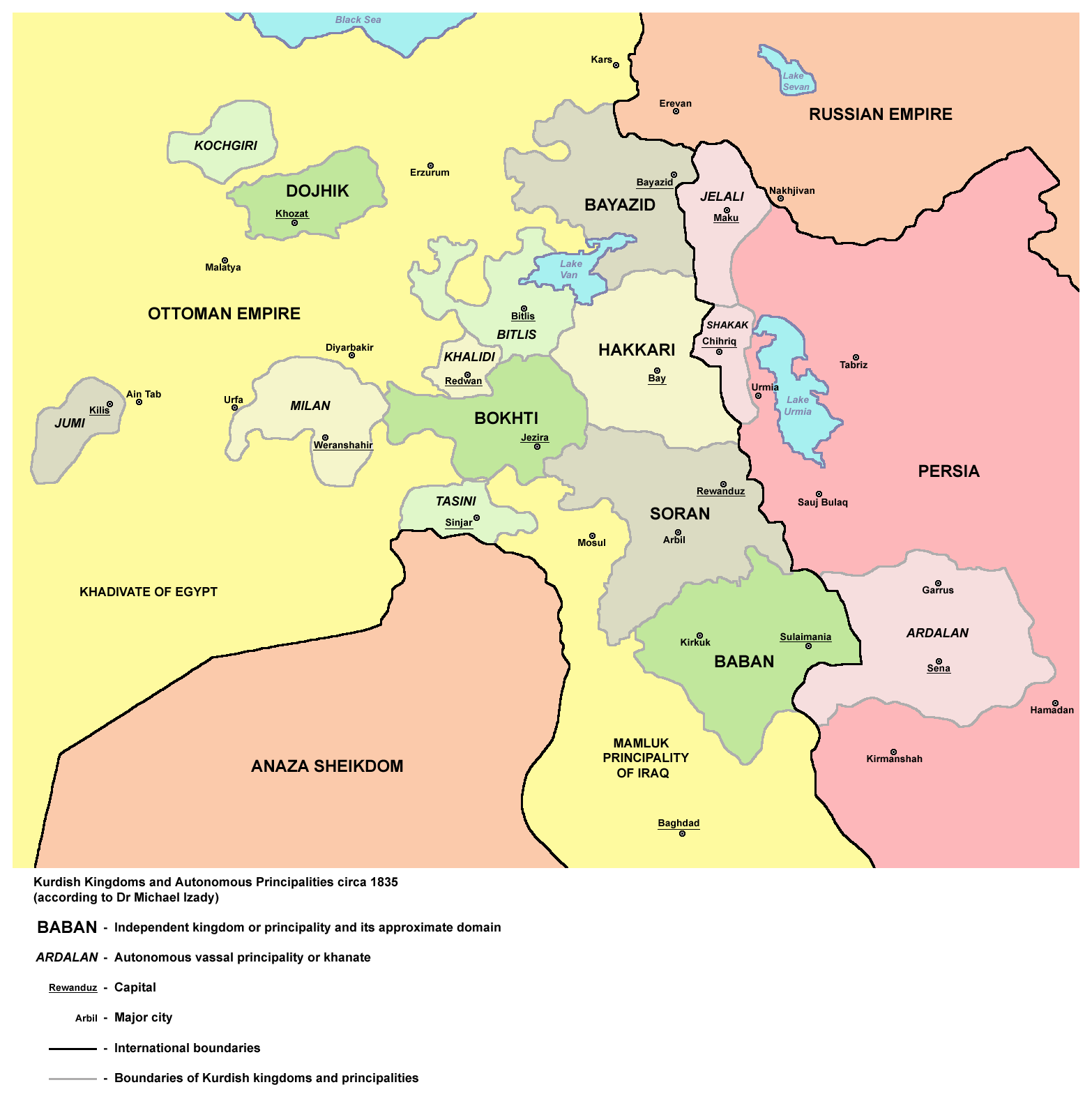
Distribuzione dei principati curdi nel 1835

I principati curdi (o emirati curdi) erano diverse entità governative semi-indipendenti che sono esistite tra il XVI e il XIX secolo. Si collocavano nel contesto di guerra continua tra l'Impero Ottomano e l'Impero Safavide. I principati curdi sono quasi sempre stati divisi, in rivalità l'uno contro l'altro.
I principati erano divisi fa "maggiori" e "minori". L'eyalet di Diyarbakir era il centro di questi principati curdi maggiori e minori. Tuttavia, esistevano altri emirati curdi al di fuori di Diyarbakir.

## Guerre ottomano-persiane
Gli ottomani diedero ai curdi l'indipendenza politica durante le guerre ottomano-persiane, per assicurarsi che i curdi rimanessero dalla parte ottomana. Facendo ciò, l'impero Ottomano si assicurò una zona cuscinetto con l'Impero Safavide, mentre i capi curdi guadagnarono a far parte di un'entità più grande, ricca e stabile politicamente.
Nel 1514, la battaglia di Čāldırān fissò il confine tra i due imperi, e fece sì che gli ottomani distolsero da quel momento in poi la loro attenzione da quell'area, lasciando i principati curdi padroni di quel territorio di frontiera. Nel XVI secolo, i principati di Bitlis, Baban, Mukriyan e Shahrizor (il quale poi si unì al principato di Baban), governati da antiche dinastie, cercarono di approfittare del conflitto fra i due imperi, cambiando bordo diverse volte, in modo da guadagnare quanta più autonomia possibile. La demarcazione dei confini tra lo scià di Persia Safi e il califfo ottomano Murad IV nel 1639 effettivamente suddivise il Kurdistan tra i due imperi, con Ardalan l'unico rimanente nel territorio persiano. Lo scià Abbas I ebbe una politica verso i Kurdi che alternò offerte di dialogo, come nel caso della protezione congiunta della frontiera contro Ottomani e Uzbechi con il principato di Ardalan, a l'imposizione del dominio con la forza. L'assedio di Dimdim, mito fondante della nazione curda nel XX secolo, fu un episodio sanguinario, in cui Abbas conquistò la fortezza che gli resisteva unicamente al prezzo del massacro dei suoi difensori. Dopo il trattato di Erzurum nel 1823, la minaccia persiana fu ridimensionata e gli ottomani riportarono i principati curdi sotto il loro controllo diretto.

## I principati

### Principati maggiori
- Amadiya
- Ardalan
- Bahdinan
- Baban
- Bitlis

- Bohtan
- Bradost
- Cizre
- Finik (Pinaka)
- Khoy

- Hakkari
- Hesenkeyf
- Kilis
- Mukriyan
- Soran

### Principati minori
- Ahakis (Nazımiye)
- Amid
- Ana ve Hit
- Arabkir
- Ataq
- Baneh
- Beni Rabia
- Bījār
- Biré (Birecik)
- Gammasa
- Çemişgezek

- Dasini
- Deyr ü Rahba
- Erxenî
- Erzîngan
- Eski Mosul
- Farqîn
- Genç
- Gürdükan
- Habur
- Hazzo
- Hizan
- Hüsnru

- Kiğı
- Kulp
- Mêzgir
- Eğil/Mirdasi, Palu, Çermik
- Mihrani
- Suveydi
- Mardin
- Nisibin
- Pasûr
- Pêrtag
- Qulp
- Raqqa

- Ruha (Urfa)
- Sağman
- Sason
- Siverek
- Suruc
- Sinjar
- Sêrt
- Tercil
- Nahiye-i Tur
- Zakho
- Zeyrek